# زن خوراکی
زن خوراکی (به انگلیسی: The Edible Woman) نام رمانی اثر مارگارت اتوود نویسنده کانادایی است که در سال ۱۹۶۹ منتشر شد. این اثر اولین رمان منتشر شده توسط مارگارت اتوود و روایت جنبش اجتماعی زنان جامعه کانادا است.